# Christian Jakob Kraus

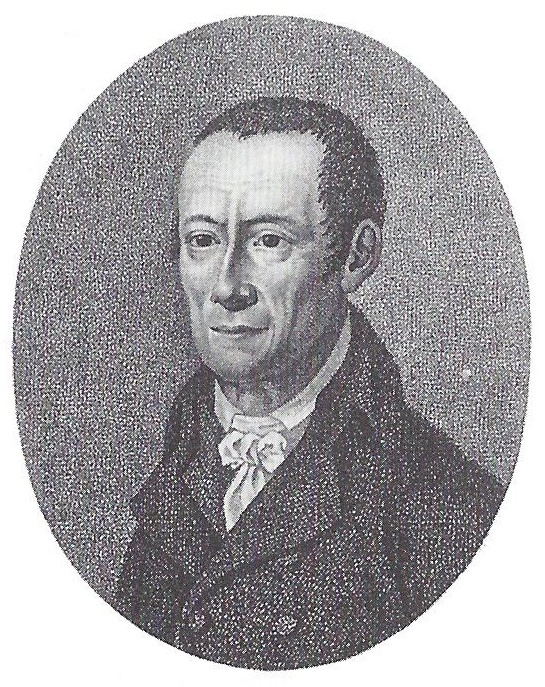
Christian Jakob Kraus.

Christian Jakob Kraus, född den 27 juli 1753 i Osterode, Östpreussen, död den 25 augusti 1807 i Königsberg, var en tysk språkforskare.
Kraus studerade vid universiten i Königsberg och Göttingen. Bland dem som påverkade honom märks Immanuel Kant och Johann Georg Hamann. År 1782 blev han professor i praktisk filosofi och kameralvetenskap i Königsberg. Kraus är känd för att, vid sidan av August Ferdinand Lueder och Georg Friedrich Sartorius, ha infört Adam Smiths tankar i den tyskspråkiga akademiska världen. Han var även bibliotekarie vid Königsbergs stadsbibliotek från 1786 till 1804. Kraus uppmuntrade den östpreussiska ämbetsmannakåren och adeln att förbättra förhållandena på landsbygden, Vissa av hans tankar kom att förverkligas under den preussiska reformeran. Bland dem som tog intryck av honom märks Wilhelm von Humboldt.